# فهرست ثروتمندترین افراد شرق آسیا
| رتبه | نام            | محل ثروت         | ملیت    | دارایی (بر پایه دلار) | محل زندگی           |
| ---- | -------------- | ---------------- | ------- | --------------------- | ------------------- |
| ۱    | موکش آمبانی    | ریلاینس          | هند     | ۲۳٫۶ میلیارد دلار     | هند                 |
| ۲    | لاکشمی میتال   | آرسلور میتال     | هند     | ۱۶ میلیارد دلار       | انگلستان            |
| ۳    | دیلیپ شانگهوی  | سان فارما        | هند     | ۱۳٫۹ میلیارد دلار     | هند                 |
| ۴    | عظیم پرمجی     | ویپرو            | هند     | ۱۳٫۸ میلیارد دلار     | هند                 |
| ۵    | پالونجی میستری | گروه تاتا        | هند     | ۱۲٫۵ میلیارد دلار     | هند                 |
| ۶    | آنیل آمبانی    | ارتباطات ریلاینس | هند     | ۶٫۲ میلیارد دلار      | هند                 |
| ۷    | شاهد خان       |                  | پاکستان | ۴٫۵ میلیارد دلار      | ایالات متحده آمریکا |
| ۸    | نواز شریف      |                  | پاکستان | ۴٫۴ میلیارد دلار      | پاکستان             |
| ۹    | آصف‌علی زرداری  |                  | پاکستان | ۱٫۸ میلیارد دلار      | پاکستان             |
| ۱۰   | انور پرویز     | گروه بست‌وی       | پاکستان | ۱٫۵ میلیارد دلار      | انگلستان            |
| ۱۱   | موسی بن شمشیر  | گروه داتکو       | بنگلادش | ۱ میلیارد دلار        | بنگلادش             |